# Мали пас (сазвежђе)
Мали пас (лат. Canis Minor) је једно од 88 савремених и 48 оригиналних Птоломејевих сазвежђа. Мали и Велики пас по једној легенди представљају псе пратиоце ловца Ориона, а по другој псе Икарија који су угинули од туге пошто је њихов власник убијен.

## Звезде
Најсјајнија звезда Малог пса и седма најсјајнија звезда ноћног неба је Процион или Прокион (пре пса, јер излази на небу око један сат пре Сиријуса, „псеће звезде“), алфа Малог пса. Процион има привидну магнитуду 0,34 и налази се на свега 11,41 светлосних година од Сунца. У питању је бинарни систем који чине две беле звезде. Процион, заједно са Сиријусом (алфа Великог пса) и Бетелгезом (алфа Ориона) представља темена астеризма „Зимски троугао“.
Друга звезда Малог пса по сјајности и једина друга именована звезда овог сазвежђа је бета Малог пса, Гомејса (мутних очију). Гомејса је врућа звезда класе B8, магнитуде 2,8. Окружује је гасовити диск.

## Објекти дубоког неба
У Малом псу нема објеката дубоког неба сјајнијих од 15. магнитуде.

## Историја и митологија
Иако је снажно повезан са класичном грчком уранографском традицијом, Мали пас потиче из древне Месопотамије. Процион и Гомејса су се звали MASH.TAB.BA или „близанци” у таблама са три звездице свака, које датирају око 1100. године пре нове ере. У каснијем MUL.APIN-у овај назив је примењен и на парове Пи3 и Пи4 Орионис и Зета и Кси Орионис. Значење MASH.TAB.BA је такође еволуирало, постајући божанства близанци Лулал и Латарак, који се налазе на супротној страни неба од Папсукала, Правог небеског пастира у вавилонској митологији. Мали пас је такође добио име DAR.LUGAL, његов положај дефинисан као „звезда која стоји иза њега [Ориона]”, у MUL.APIN-у; сазвежђе представља петла. Ово име се можда односило и на сазвежђе Зец. DAR.LUGAL је такође означавао DAR.MUŠEN и DAR.LUGAL.MUŠEN у Вавилонији. Мали пас је тада у акадској астрономији назван тарлугалу.
Мали пас је био једно од оригиналних 48 сазвежђа које је Птоломеј формулисао у свом Алмагесту из другог века, у коме је дефинисано као специфичан образац (астеризам) звезда; Птоломеј је идентификовао само две звезде и стога никакав приказ није био могућ. Стари Грци су сазвежђе звали προκυων/Procyon, „долази испред пса“, што су Цицерон и други транслитерисали на латински као Antecanis, Praecanis или њихове варијације. Римски писци су додали и дескрипторе parvus, minor или minusculus („мали“ или „мањи“, због његове слабости), septentrionalis („северно“, због његовог положаја у односу на Малог Пса), primus (устаје „први“) или sinister (подиже се на „лево“) до његовог имена Пас. У грчкој митологији, Мали пас је понекад повезиван са Теумесијском лисицом, звери која је са својим ловцем претворена у камен, Лелап, од стране Зевса, који их је поставио на небо као Велики пас (Лелап) и Мали Пас (Лисица из Теумесе). Ератостен је пратио Малог пса са Орионом, док је Хигин повезао сазвежђе са Маером, псом Икарија Атинског. Када су открили његову смрт, пас и Икаријева ћерка Еригона одузели су своје животе и све троје су постављени на небо — Еригона као Девица и Икарије као Волар. Као награду за његову верност, пас је постављен уз „обале“ Млечног пута, за који су стари веровали да је небеска река, где никада неће патити од жеђи.
Средњовековни арапски астрономи су задржали приказ Малог пса (ал-Калб ал-Асгхар на арапском) као пса; у својој Књизи фиксних звезда, Абд ал-Рахман ал-Суфи је укључио дијаграм сазвежђа са постављеном псећом фигуром. Постојала је једна мала разлика између птоломејске визије Малог пса и арапске; ал-Суфи тврди да је Мирзам, који је сада додељен Ориону, као део Малог пса – огрлице пса – и његовог модерног дома. Арапски називи за Прокион и Гомејсу алудирали су на њихову близину и сличност са Сиријусом, иако нису били директни преводи грчког; Процион се звао аш-Ши'ра еш-Шамија, сиријски Сиријус, а Гомејса се звала аш-Шира ал-Гамиса, Сиријус са мутним очима. Међу Меразигима у Тунису, пастири примећују шест сазвежђа која означавају пролазак суве, вруће сезоне. Један од њих, под називом Мерзем, укључује звезде Малог и Великог пса и весник је две недеље врућег времена.
Стари Египћани су о овом сазвежђу мислили као о Анубису, богу шакала.
Предложена су алтернативна имена: Јохан Бајер је почетком 17. века назвао сазвежђе Fovea Јама, а Морус „Сикаминско стабло”. Немачки песник и писац из седамнаестог века Филип Цезије повезао га је са псом Тобије из Апокрифа. Ричард А. Проктор је 1870. дао сазвежђу име Фелис „Мачка” (за разлику од Великог пса, кога је скраћено назвао Canis „Пас”), објашњавајући да је настојао да скрати имена сазвежђа како би их учинио што више управљивим на небеским картама. Повремено се Мали пас меша са Великим псом и добије му се име Canis Orionis („Орионов пас“).

### У незападној астрономији
У кинеској астрономији, звезде које одговарају Малом псу леже у птици Вермилион на југу (南方朱雀, Nán Fāng Zhū Què). Процион, Гомеиса и Eta Canis Minoris формирају астеризам познат као Nánhé, Јужна река. Са својом парњаком, северном реком Бејхе (Кастор и Полукс), Nánhé је такође био повезан са капијом или стражаром. Заједно са Зетом и 8 Рак, 6 Малим Псом и 11 Малим Псом формирали су астеризам Шуивеи, што дословно значи „ниво воде”". У комбинацији са додатним звездама у Близанцима, Шуивеј је представљао званичника који је управљао поплавним водама или маркером нивоа воде. Суседна Кореја је препознавала четири звезде у Малом псу као део другачијег сазвежђа, „положаја воде“. Ово сазвежђе се налазило у Црвеној птици, јужном делу неба.
Полинезијски народи често нису признавали Малог пса као сазвежђе, али су Прокион видели као значајан и често га именовали; у архипелагу Туамоту је био познат као Хиро, што значи „увијање као нит кокосовог влакна“, и Копу-нуи-о-Хиро („велики трбушчић Хироа“), што је било или назив за модерну фигуру Малог пса или алтернативни назив за Процион. Друга имена су укључивала Вена (по богињи), на Мангаји и Пуанга-хори (лажна Пуанга, назив за Ригел), на Новом Зеланду. На Друштвеним Острвима, Процион је назван Ана-тахуа-вахине-о-тоа-те-манава, дословно „Астер, свештеница храброг срца”, фигуративно „стуб за говор”. Народ Вардаман са Северне територије у Аустралији дао је Проциону и Гомејси имена Магум и Гурумана, описујући их као људе који су у сну претворени у дрвеће гуме. Иако им се кожа претворила у кору, могли су да говоре људским гласом шуштањем лишћа.
Астечки календар је био повезан са њиховом космологијом. Звезде Малог пса су укључене заједно са неким звездама Ориона и Близанаца у астеризам повезан са даном званим „Вода“.